# 1951年3月7日の日食

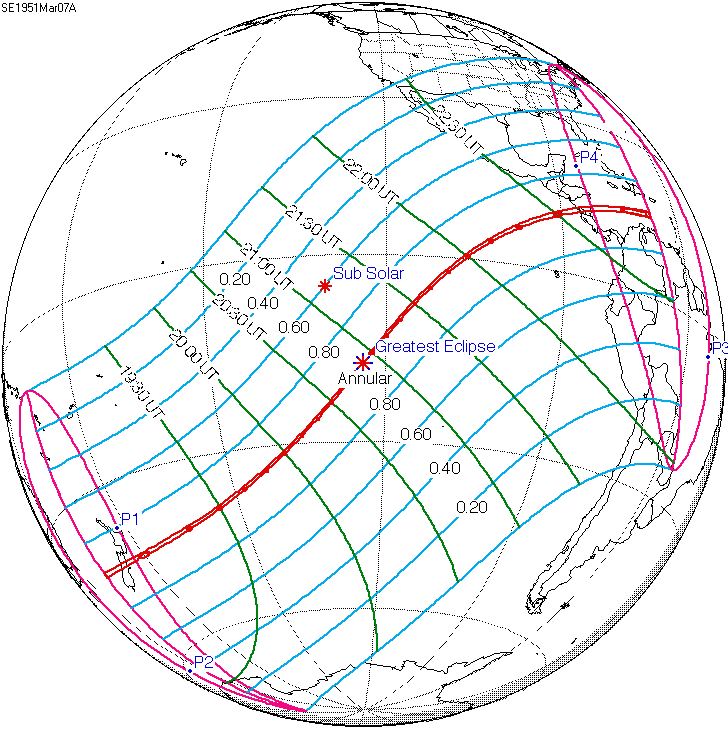

1951年3月7日の日食は、1951年3月7日に観測された日食である。ニュージーランド、コスタリカ、ニカラグア、コロンビアの離島サンアンドレス島で金環日食が観測され、ラテンアメリカ中北部、太平洋中南部及び周辺の一部で部分日食が観測された。これは世界初めてテレビで生中継された日食である。

## 通過した地域
金環帯が通過した、金環日食が見えた地域はニュージーランド南島（現地時間3月8日）、コスタリカ北西端、ニカラグア南部、コロンビアの本土から離れた離島サンアンドレス島だった。
また、金環日食が見えなくても、部分日食が見えた地域はオーストラリア東部沿岸、メラネシア東部、ポリネシア中南部、アメリカ南東の半分、カナダ南東部国境地帯、イギリス領バミューダ諸島、中央アメリカ、南アメリカのブラジルの西半分とその西にある部分、南極大陸の太平洋側の一部だった。そのうち大部分は国際日付変更線の東にあり、3月7日に日食が見え、残りの部分では3月8日に見えた。

## 放送
これは世界初めてテレビで生中継された日食である。アメリカのWCBS-TV、WNET、NBCニュースなどのテレビ局が生中継した。アメリカでは金環食が見えなく、一部の地域だけで部分食が見え、しかも観測条件が優越でもなかった（例えばニューヨークでの部分日食は日没寸前で、食分がわずか17%、地上からみる太陽表面の全面積の8%だけが月に覆われて、ニューヨークのヘイデンプラネタリウムの館長も「ニューヨークタイムズ」インタビューでこの日食に「みんなをあまり興奮させないで」と指摘した）が、多くのテレビ局はこの日食を予定の番組編成に加え、当時最新鋭の技術も使われた。